# Harmothoe fimbriata
Harmothoe fimbriata är en ringmaskart som beskrevs av Hartmann-Schröder 1965. Harmothoe fimbriata ingår i släktet Harmothoe och familjen Polynoidae. Inga underarter finns listade i Catalogue of Life.